# Tetracis lorata
Tetracis lorata är en fjärilsart som beskrevs av Augustus Radcliffe Grote 1864. Tetracis lorata ingår i släktet Tetracis och familjen mätare. Inga underarter finns listade i Catalogue of Life.